# Епіплатис
Епіплатис (Epiplatys) — рід дрібних африканських коропозубих риб родини нотобранхових (Nothobranchiidae).
Був описаний Теодором Гіллом 1862 року, а першим описаним видом став Epiplatys sexfasciatus  Gill, 1862. Назва Epiplatys походить від грецьких слів ἐπί = зверху та πλατύς = плоский і стосується сплощеної згори голови та передньої частини спини риб.
Зовні, а також способом життя епіплатиси нагадують представників азійського роду аплохейлус (Aplocheilus). Тривалий час ці два роди вважалися близькими родичами, але молекулярні дані не підтверджують цей зв'язок. Натомість найближчими родичами епіплатисів є представники африканських родів Callopanchax (синонім Roloffia), Archiaphyosemion (включаючи Nimbapanchax) та Scriptaphyosemion. Разом вони складають підродину Epiplatinae  Huber, 2000. При цьому рід Epiplatys утворює окрему трибу Epiplatini  Huber, 2000, а три інших — трибу Callopanchini  Huber, 2000.

## Поширення, екологія, спосіб життя
Epiplatys — найпоширеніший рід західноафриканських коропозубих. Його представники зустрічаються від Сенегалу на заході до Ефіопського нагір'я та плато Катанга на сході, північною межею є річка Нігер, південно-західною — узбережжя Атлантичного океану. Проте епіплатиси відсутні в Східній Африці. Більшість видів має досить обмежені ареали — близько 1000 км² або й менше. Виняток становлять лише 2 види із саван (E. bifasciatus і E. spilargyreius), а також деякі таксони з басейну Конго (зокрема E. multifasciatus і E. chevalieri). Види із саван поширені на величезній території від Гамбії та Сенегалу на заході до річки Ніл у Судані на сході.
Епіплатиси поширені в стоячих та з повільною течією водоймах, вони живуть на спокійних ділянках річок, в мілких ставках та інших дрібних водоймах. Зустрічаються як у прохолодних лісових середовищах існування, так і в сонячних і теплих болотах саван.
Тримаються біля поверхні води, ховаються серед плавучих рослин і чатують на здобич — комах, що падають на воду. Хапають здобич у стрімкому кидку вперед.
Ікру відкладають на рослини біля поверхні води.

## Склад роду
Наразі рід Epiplatys лишається недостатньо вивченим, а систематика родів і підродів підродини Epiplatinae в цілому дуже нестійка, не вистачає оновлених діагностичних ознак. 2024 року Жан Юбер (фр. Jean H. Huber) здійснив повну ревізію роду Epiplatys. Він базувався на результатах філогенетичного аналізу, виконаного на основі морфологічних даних, нових діагностичних ознак та наявних, часто обмежених і суперечливих, молекулярних даних.
Статус усіх колишніх підвидів був піднятий до статусу окремих видів. Це стосується E. zenkeri, E. rathkei (колишні підвиди E. infrafasciatus), E. nigricans (колишній підвид E. chevalieri), E. monroviae (колишній підвид E. dageti), E. sheljuzhkoi, E. spillmanni, E. schreiberi, E. samborskii (колишні підвиди E. chaperi), E. zimiensis, E. tototaensis, E. josianae, E. azureus, E. puetzi (колишні підвиди E. fasciolatus), E. kassiapleuensis, E. dauresi (колишні підвиди E. olbrechtsi), за винятком E. taeniatus (колишній підвид E. bifasciatus), який, відповідно до нових знахідок, знову визнаний синонімом E. bifasciatus. Статус E. lokoensis як виду тимчасово вважається дійсним. Реліктові E. longiventralis та E. biafranus після отримання нових діагностичних ознак гіпотетично визнані як окремі види, але їхня філогенетична позиція все ще лишається нестабільною. Aphyoplatys і Pseudepiplatys, які окремими авторами визначалися як окремі роди, об'єднані з Epiplatys у статусі підродів. Крім того, були створені два нові підроди: Xerosplatys і Kulonplatys. Як результат, таксономічний ландшафт роду Epiplatys став чіткішим, але це ще не остання версія його систематики, наявних наукових даних все ще недостатньо.
За ревізією Huber (2024), рід Epiplatys поділяється на 7 підродів, які включають 53 види:
- Підрід Epiplatys  Gill, 1862 (типовий вид: Epiplatys sexfasciatus  Gill, 1862)
  - Epiplatys ansorgii  (Boulenger, 1911)
  - Epiplatys atratus  van der Zee, Mbimbi Mayi Munene & Sonnenberg, 2013
  - Epiplatys berkenkampi  Neumann, 1978
  - Epiplatys boulengeri  (Pellegrin, 1926)
  - Epiplatys chevalieri  (Pellegrin, 1904)
  - Epiplatys esekanus  Scheel, 1968
  - Epiplatys huberi  (Radda & Pürzl, 1981)
  - Epiplatys infrafasciatus  (Günther, 1866); синонім Epiplatys infrafasciatus infrafasciatus  (Günther, 1866)
  - Epiplatys longiventralis  (Boulenger, 1911)
  - Epiplatys mesogramma  Huber, 1980
  - Epiplatys multifasciatus  (Boulenger, 1913)
  - Epiplatys neumanni  Berkenkamp, 1993
  - Epiplatys nigricans  (Boulenger, 1913)
  - Epiplatys phoeniceps  Huber, 1980
  - Epiplatys rathkei  Radda, 1970; синонім Epiplatys infrafasciatus rathkei  Radda, 1970
  - Epiplatys sangmelinensis  (Ahl, 1928); синонім Epiplatys nyongensis  (Ahl, 1928)
  - Epiplatys sexfasciatus  Gill, 1862; синонім Epiplatys rubropunctatus  (Steindachner, 1867)
  - Epiplatys togolensis  Loiselle, 1971
  - Epiplatys zenkeri  (Ahl, 1928); синоніми: Epiplatys infrafasciatus zenkeri  (Ahl, 1928), Epiplatys infrafasciatus baroi  Berkenkamp, 1975, Epiplatys baroi  Berkenkamp, 1975
- Підрід Aphyoplatys  Clausen, 1967 (типовий вид: Epiplatys duboisi  Poll, 1952)
  - Epiplatys duboisi  Poll, 1952; синонім Aphyoplatys duboisi  (Poll, 1952)
- Підрід Kulonplatys  Huber, 2024 (типовий вид: Haplochilus fasciolatus  Günther, 1866 = Epiplatys fasciolatus  (Günther, 1866))
  - Epiplatys azureus  Berkenkamp & Etzel, 1983; синонім Epiplatys olbrechtsi azureus  Berkenkamp & Etzel, 1983
  - Epiplatys barmoiensis  Scheel, 1968
  - Epiplatys cashneri  Pezold, Ford & Schmidt, 2021
  - Epiplatys coccinatus  Berkenkamp & Etzel, 1982
  - Epiplatys dauresi  Romand, 1985; синонім Epiplatys olbrechtsi dauresi  Romand, 1985
  - Epiplatys fasciolatus  (Günther, 1866); синоніми: Epiplatys fasciolatus fasciolatus  (Günther, 1866), Epiplatys dorsalis  Ahl, 1938, Epiplatys leonensis  Ahl, 1937, Epiplatys matlocki  Fowler, 1950
  - Epiplatys guineensis  Romand, 1994
  - Epiplatys hildegardae  Berkenkamp, 1978
  - Epiplatys josianae  Berkenkamp & Etzel, 1983; синонім Epiplatys fasciolatus josianae  Berkenkamp & Etzel, 1983
  - Epiplatys kassiapleuensis  Berkenkamp & Etzel, 1977; синонім Epiplatys olbrechtsi kassiapleuensis  Berkenkamp & Etzel, 1977
  - Epiplatys lamottei  Daget, 1954
  - Epiplatys njalaensis  Neumann, 1976
  - Epiplatys olbrechtsi  Poll, 1941; синонім Epiplatys olbrechtsi olbrechtsi  Poll, 1941
  - Epiplatys puetzi  Berkenkamp & Etzel, 1985; синонім Epiplatys olbrechtsi puetzi  Berkenkamp & Etzel, 1985
  - Epiplatys roloffi  Romand, 1978
  - Epiplatys ruhkopfi  Berkenkamp & Etzel, 1980
  - Epiplatys tototaensis  Romand, 1978; синоніми: Epiplatys fasciolatus tototaensis  Romand, 1978, Epiplatys fasciolatus huwaldi  Berkenkamp & Etzel, 1978, Epiplatys huwaldi  Berkenkamp & Etzel, 1978
  - Epiplatys zimiensis  Berkenkamp, 1977; синонім Epiplatys fasciolatus zimiensis  Berkenkamp, 1977
- Підрід Lycocyprinus  Peters, 1868 (типовий вид: Poecilia sexfasciata  Peters, 1864 = Epiplatys dageti  Poll, 1953)
  - Epiplatys chaperi  (Sauvage, 1882); синонім Epiplatys chaperi chaperi  (Sauvage, 1882)
  - Epiplatys dageti  Poll, 1953; синонім Epiplatys dageti dageti  Poll, 1953
  - Epiplatys etzeli  Berkenkamp, 1975
  - Epiplatys monroviae  Arnoult & Daget, 1965; синоніми Epiplatys dageti monroviae  Arnoult & Daget, 1965, Epiplatys sexfasciatus  (Peters, 1864) (nom. preoc.)
  - Epiplatys samborskii  Neumann, 2003; синонім Epiplatys chaperi samborskii  Neumann, 2003
  - Epiplatys schreiberi  Berkenkamp, 1975; синонім Epiplatys chaperi schreiberi  Berkenkamp, 1975
  - Epiplatys sheljuzhkoi  Poll, 1953; синонім Epiplatys chaperi sheljuzhkoi  Poll, 1953
  - Epiplatys spillmanni  Arnoult, 1960; синонім Epiplatys chaperi spillmanni  Arnoult, 1960
- Підрід Parepiplatys  Clausen, 1967 (типовий вид Haplochilus grahami  Boulenger 1911 = Epiplatys grahami  (Boulenger, 1911))
  - Epiplatys biafranus  Radda, 1970
  - Epiplatys grahami  (Boulenger, 1911); синоніми: Epiplatys nigromarginatus  Ahl, 1938, Epiplatys superbus  (Ahl, 1924)
  - Epiplatys singa  (Boulenger, 1899); синоніми: Epiplatys chinchoxoanus  (Ahl, 1924), Epiplatys macrostigma  (Boulenger, 1911), Epiplatys ornatus  (Ahl, 1928)
- Підрід Pseudepiplatys  Clausen, 1967 (типовий вид: Haplochilus annulatus  Boulenger, 1915 = Epiplatys annulatus  (Boulenger, 1915))
  - Epiplatys annulatus  (Boulenger, 1915); синонім: Pseudepiplatys annulatus  (Boulenger, 1915)
- Підрід Xerosplatys  Huber, 2024 (типовий вид: Haplochilus bifasciatus  Steindachner, 1881 = Epiplatys bifasciatus  (Steindachner, 1881))
  - Epiplatys bifasciatus  (Steindachner, 1881); синоніми: Epiplatys bifasciatus bifasciatus  (Steindachner, 1881), Epiplatys baudoni  (Pellegrin, 1922), Epiplatys ndelensis  Fowler, 1949, Epiplatys steindachneri  (Svensson, 1933), Epiplatys taeniatus  (Pfaff, 1933)
  - Epiplatys lokoensis  Berkenkamp & Etzel, 1978
  - Epiplatys spilargyreius  (Duméril, 1861); синоніми: Epiplatys acuticaudatus  (Pellegrin, 1913), Epiplatys decemfasciatus  (Pellegrin, 1934), Epiplatys lacazei  (Rochebrune, 1885) (invalid), Epiplatys marnoi  (Steindachner, 1881), Epiplatys senegalensis  (Steindachner, 1870)

Філогенетичний аналіз Collier et al. (2009) виявив існування в складі роду Epiplatys двох різних клад: західно-саванної (англ. Western and Savannah Clade) та східно-прибережної (англ. Eastern and Coastal Clade). Перша клада включає види, що обмежуються блоком західних тропічних лісів (E. lamottei, E. roloffi, E. fasciolatus, E. hildegardae, E. guineensis), два види (E. bifasciatus і E. spilargyreius), які широко розповсюджені в саванах, розташованих на північ, північний захід і північний схід від них, а також мініатюрний E. duboisi з центрального регіону Конго. Це представники підродів Kulonplatys, Xerosplatys та Aphyoplatys. Прибережна клада містить таксони з районів, розташованих на захід від Дагомейського розриву, де вони є мешканцями низинних боліт і струмків (E. annulatus, E. dageti, E. chaperi), а також таксони з прибережних районів Західної Африки, розташованих на схід від Дагомейського розриву (E. togolensis, E. infrafasciatus, E. grahami, E. singa), і з блоку східних тропічних лісів Західної Африки (E. ansorgi, E. chevalieri, E. huberi, E. mesogramma, E. multifasciatus, E. sangmelinensis). Представники прибережної клади належать до підродів Epiplatys, Lycocyprinus та Pseudepiplatys.
Вважається, що предкова популяція Epiplatys, яка дала початок усім сучасним видам, жила у гірській частині тропічного лісу Західної Африки, ймовірно, на території південно-східної Гвінеї та північно-західної Ліберії. Коли на початку еоцену рівень моря знизився, оголилися нові прибережні низовини, й це дало можливість рибам розселятися в нових районах. Перші міграції були спрямовані на схід і південь (до цієї групи належать представники прибережної клади E. grahami та E. singa), поширення на захід відбувалося пізніше, при цьому найдалі на заході опинився E. annulatus. У результаті сформувалися дві основні клади роду Epiplatys. Популяції із західних тропічних лісів розсіялися на північ, північний захід і схід у навколишню савану (ці лінії збереглися до сьогодні як широко розповсюджені види E. bifasciatus і E. spilargyreius). Схожим шляхом центральної частини Конго дісталися предки E. duboisi. Приблизно в той самий час, що й поширення саванами, предки прибережної клади увійшли до блоку східних тропічних лісів Західної Африки. Останнім епізодом розповсюдження представників роду Epiplatys було обмежене поширення таксонів у блоці західних тропічних лісів (E. roloffi, E. fasciolatus і E. guineensis).

## Опис
Цей рід об'єднує види, яких навіть зовні досить легко можна відрізнити від решти африканських коропозубих. Натомість вони дуже схожі з представниками азійського роду Aplocheilus. Будова епіплатисів тісно пов'язана з умовами життя цих риб у природі. Вони виразно орієнтовані на поверхню води, тому мають плоскі верхню поверхню голови та передню частину спини, широкий верхній рот. Тіло видовжене, морда загострена, спинний плавець невеличкий і сильно посунутий назад. Хвостове стебло не звужене, його довжина дорівнює висоті тіла. Багато популяцій прибережної клади мають асиметричну форму хвостового плавця з подовженими нижніми променями, схоже на короткий «меч», тоді як у видів західної клади хвостові плавці симетричної форми. Загалом формою тіла епіплатиси нагадують щуку, тому акваріумісти називають їх африканськими щучками.
Розмір дорослих риб становить 4–10 см стандартної (без хвостового плавця) довжини. Самці більші за самок, часто з розширеними плавцями.
Загалом забарвлення представників роду Epiplatys непримітне, воно значно простіше, ніж у афіосеміонів. Більшість представників прибережної клади мають на боках кілька широких темних поперечних смуг, принаймні в молодих риб. Натомість види західної клади, як правило, якщо й мають, то лише тонкі косі темні смуги (наприклад, E. spilargyreius і E. guineensis). На потилиці в епіплатисів присутня блискуча срібляста цятка, яка, як уважають, приваблює комах.
Для видів роду Epiplatys характерна певна каріотипна мінливість, гаплоїдне число хромосом в E. spilargyreius становить 17, у E. bifasciatus — 20, E. singa — 21, E. multifasciatus — 23, E. grahami — 23-24, E. ansorgii, E. duboisi, E. lamottei, E. mesogramma, E. sangmelinensis, E. togolensis — 24, E. annulatus, E. chaperi, E. dageti, E. infrafasciatus — 25, у різних популяцій E. fasciolatus цей показник змінюються в межах 18–20.

## Утримання в акваріумі
Більшість видів з роду Epiplatys час від часу імпортується й розводиться в акваріумах. Найвідомішими серед них є Е. annulatus, E. chaperi, E. dageti, E. fasciolatus, Е. lamottei, E. monroviae, E. sexfasciatus. Утримання в акваріумі більшості видів легке. Деякі види, як наприклад Epiplatys dageti, ідеально підходять для акваріумістів, які лише вирішили займатися яйцекладними коропозубими. Інших тримати складніше, це зокрема стосується чудово забарвленого Epiplatys annulatus, який через свій маленький розмір вимагає особливого догляду. Загалом представники роду Epiplatys мають порівняно небагато шанувальників, їм бракує яскравих кольорів, характерних для значно популярніших видів роду Aphyosemion.
Епіплатиси невибагливі до температурного режиму, більшість видів нормально почувається за температури 22-25 °C. До складу води специфічних вимог вони також не висувають, твердість може бути до 15 °dH (краще менше), а показник рН 6,5-7,5. Стосовно корму також невибагливі. На відміну від більшості яйцекладних коропозубих, епіплатисів можна годувати навіть звичайними сухими кормами, проте краще давати їм дрібний живий корм: мотиль, личинки комарів, дафнії, енхитреї тощо.
Тримають епіплатисів парами або групою з одного самця та 2-3 самок в акваріумах місткістю 10-20 літрів. Для групи риб з 10-30 особин потрібен акваріум на 50-100 літрів. Ці риби мешкають у верхніх шарах води, тому акваріум має бути невисоким з великою поверхнею води. Його потрібно тісно накривати склом через те, що ці риби часто вистрибують із води. Люблять затінені місця. Тому в акваріумі має бути багато рослин, що плавають на поверхні води, а освітлення приглушеним. Темний ґрунт візуально посилює забарвлення риб. Цікавою особливістю самців епіплатісів є здатність сильно змінювати своє забарвлення лише за кілька секунд, залежно від настрою та поведінки.
Підходять для утримання в спільному акваріумі, але сусіди мають бути приблизно такого самого розміру й триматися в середніх і нижніх шарах води. В такому акваріумі епіплатиси охоче стоять між рослинами й чатують на здобич. Старші екземпляри спокійні й часто по декілька годин стоять, майже не рухаючись, прямо під поверхнею води. Виявляють помірну агресію. Самок має бути більше за самців, адже останні переслідують їх. Багато епіплатисів добре «приручається», зокрема Epiplatys fasciolatus жадібно бере їжу прямо з рук господаря.
Розведення африканських щучок зазвичай не викликає проблем. Нерест може відбуватися й у спільному акваріумі, але краще відсаджувати риб до окремого нерестовища. Розмір нерестовища має відповідати розмірові конкретної риби. Самці деяких великих видів під час нересту поводяться доволі бурхливо, тому рекомендується відсаджувати на нерест одного самця й кількох самок і використовувати трохи більше нерестовище та передбачити в ньому схованки для самок. Для більшості видів підходить акваріум місткістю 30 л, а деякі види нерестяться й у меншій посудині.
Нерестовий субстрат — дрібнолисті рослини, що плавають біля поверхні води. Зазвичай використовують річчію (Riccia), водоперицю (Myriophyllum) або жмуток штучного волокна. До складу води особливих вимог не висувають, але краще використовувати м'яку (до 10 °dH), торфовану воду з показником рН 6-6,8. Температура може бути в межах 23-28 °C. Акваріум має стояти в тихому затіненому місці.
Нерест тривалий, зазвичай продовжується 12-15 днів. Весь цей час плідники живуть в нерестовищі, годують їх дафніями, енхитреями, мотилем. Нерестяться в гущавині рослин. Під час кожного спаровування самець і самка притискаються одне до одного й відкладають одну ікринку. На день може відкладатися різна кількість ікринок, а за весь нерестовий період самка дає їх приблизно 120—300 штук. Разом із рослинами ікру переносять до інкубатора (плоска неглибока посудина).
Ікринки дрібні, прозорі як скло. Їхній розвиток проходить безперервно, залежно від виду, триває 8-15, зазвичай 10-12 днів. Мальки починають харчуватися відразу після вилуплення. Перші дні їх годують інфузоріями, наупліусами, нематодами, згодом дрібними ракоподібними або нарізаним мотилем. Мальки тримаються біля поверхні води. Вирощувати їх нескладно. Ростуть вони швидко, але нерівномірно. Для запобігання канібалізму мальків потрібно постійно сортувати за розміром. У віці 6-8 місяців вони стають дорослими й починають нереститися.